# Squalius agdamicus
Squalius agdamicus är en fiskart som beskrevs av Kamensky, 1901. Squalius agdamicus ingår i släktet Squalius och familjen karpfiskar. Inga underarter finns listade i Catalogue of Life.